# Опстанак
Опстанак (енгл. Survival (В. Британија); The World of Survival (САД)) је британска научно образовна серија о животињама и природи.
Прва емисија „Опстанка“ емитована је 1961. године. 
Серије „Опстанка“ прављене су 40 година током којих је произведено скоро хиљаду епизода. „Опстанак“ је постао прва британска емисија продата у Кини а такође и прва серија о дивљим животињама емитована у бившем Совјетском Савезу. Једна епизода трајала је до 30 минута али су прављене и специјалне емисије које су трајале до сат времена.
„Опстанак“ је имао велику популарност у САД где је приказиван више од 12 година, а наратор је био Џон Форсајт.
Екипа која је радила на пројекту Survival, престала је са радом 2001. године. „Опстанак“ се касније вратио у оквиру новог серијала са Реј Мирсом на челу у 2010. години.

## Приказивање у Југославији
Емисија „Опстанак“ била је омиљена код млађе популације широм бивше Југославије, приказивала се у оквиру образовног програма Радио Телевизије Београд. Време емитовања било је у 10 ујутру, а реприза у 2 поподне. Синхронизацију је радио глумац и водитељ Дејан Ђуровић, а касније Бошко Милинковић.